# Bishinik
El Bishinik és una publicació mensual que s'envia gratis a domicili als membres registrats de la Nació Choctaw d'Oklahoma que ho demanin. És publicat per la Nació Choctaw a Durant (Oklahoma). La Biblioteca del Congrés dels Estats Units mostra un registre de la publicació del diari de 1978 a 1981 i de 1983 fins a l'actualitat.
La publicació comparteix el seu nom amb la paraula choctaw per a una espècie de pícid clapejat. Segons una llegenda choctaw el bishinik era un dels dos ocells que escaparen de la gran inundació i foren coneguts com els "petits Chahta anunciadors". Es va dir que l'ocell advertia els choctaws quan algú s'acostava tocant missatges en els arbres.